# 424
Het jaar 424 is het 24e jaar in de 5e eeuw volgens de christelijke jaartelling.

## Gebeurtenissen

### Klein-Azië
- 23 oktober - Keizer Theodosius II benoemt in Constantinopel zijn neef Valentinianus tot caesar en laat hem met zijn tweejarige dochter Licinia Eudoxia verloven.

### Europa
- Keizer Johannes stuurt Flavius Aëtius, hoffunctionaris (cura palatii), naar de Hunnen om te onderhandelen over militaire steun tegen Theodosius II.
- Winter - Flavius Aspar, Romeins generaal (magister militum), vertrekt met een expeditieleger uit Thessaloniki (huidige Macedonië) en marcheert naar Noord-Italië.

## Religie
- In een derde synode van de Katholieke Kerk in Perzië, wordt beslist dat de primaat van Ctesiphon op gelijke hoogte staat als de paus of patriarch van Antiochië.
- Rond dit jaar worden de eerste bisschoppen van Herat (Afghanistan) en Samarkand (Oezbekistan) ingewijd.